# پایگاه هوایی سلون دو پروانس
پایگاه هوایی سلون دو پروانس (به انگلیسی: Salon-de-Provence Air Base) (به زبان بومی: Base aérienne 701 Salon-de-Provence) یک فرودگاه نظامی است که یک باند فرود بتن دارد و طول باند آن ۲۰۰۱ متر است. این فرودگاه در شهر سلون دو پروانس کشور فرانسه قرار دارد و در ارتفاع ۵۹ متری از سطح دریا واقع شده است.